# Företagsekonomi B
Företagsekonomi B är en kurs i den svenska gymnasieskolan på 150 poäng, vilket nödvändigtvis inte behöver motsvara 150 timmar då antalet poäng inte har något att göra med antalet lektionstimmar. Kursen är en fortsättning på Företagsekonomi A  och innehåller mer fördjupade kunskaper inom företagsekonomin.